# 三重県道538号伊勢柏崎停車場線
三重県道538号伊勢柏崎停車場線（みえけんどう538ごう いせかしわざきていしゃじょうせん）は、三重県度会郡大紀町を通る一般県道である。

## 概要
JR東海紀勢本線 伊勢柏崎駅前から度会郡大紀町崎に至る。

### 路線データ
- 起点：度会郡大紀町崎（JR東海紀勢本線 伊勢柏崎駅前）
- 終点：度会郡大紀町崎（崎交差点、国道42号交点、三重県道68号紀勢インター線起点）
- 総延長：1,467 m

## 歴史
- 1959年（昭和34年）1月25日 - 路線認定[1]。

## 路線状況

### 道路施設

#### 橋梁
- 新宮前橋（大内山川、度会郡大紀町）

## 地理

### 通過する自治体
- 三重県
  - 度会郡大紀町

### 交差する道路
| 交差する道路                        | 交差する場所 | 交差する場所    |
| ----------------------------------- | ------------ | --------------- |
| 国道42号 三重県道68号紀勢インター線 | 崎           | 崎交差点 / 終点 |

### 交差する鉄道
- 紀勢本線

### 沿線
- JR東海紀勢本線 伊勢柏崎駅前
- 大紀町役場 柏崎出張所（旧紀勢町役場）
- 大紀町立柏崎中学校
- 大内山川（宮川支流）
- E42 紀勢自動車道 2 紀勢大内山IC